# Água Clara
Água Clara est une municipalité brésilienne de l'État de Mato Grosso do Sul et la Microrégion de Três Lagoas.